# Bolitogyrus
Bolitogyrus (лат.) — род коротконадкрылых жуков из подсемейства Staphylininae (Staphylinidae). Около 80 видов.

## Распространение
Обладают разорванным ареалом, состоящим из двух отдалённых регионов: Неотропика (Центральная и Южная Америка) и Юго-Восточная Азия.

## Описание
Длина около 1 см, окраска тела пёстрая. От других представителей трибы Staphylinini отличается своим габитусом и такими признаками, как: антенномеры I—V усиков без плотного опушения; боковые части задних голеней без шипиков, только со щетинками; глаза сильно выпуклые и занимающие почти всю боковую поверхность головы.
Своим необычным дизъюнктивным ареалом таксон Bolitogyrus сходен с родом Misantlius Sharp и с сестринскими родами Alesiella Brunke (Азия) и Quediomacrus Sharp (Неотропика) из трибы Staphylinini.
Обнаружены на грибах или рядом с ними, на гнилых ветвях и корнях во влажных вечнозелёных лесах.

## Систематика
Систематическое положение рода Bolitogyrus внутри трибы Staphylinini остаётся неясным. Его или включают в подтрибу Quediina (‘Quedius-complex’), или сближают с ориентальным родом Indoquedius Blackwelder, или рассматривают как изолированный таксон (Chatzimanolis et al. 2010). 
В 2016 году было предложено включить род Bolitogyrus в состав реликтовой подтрибы Cyrtoquediina в Staphylinini (Brunke et al. 2016) вместе с европейским таксоном Astrapaeus ulmi (Rossi), ориентальным Quwatanabius  Smetana и неотропическим Cyrtoquedius Bernhauer, с одним южнонеарктическим видом, что позднее было поддержано и морфологическими и молекулярными данными (Chani-Pose et al. 2017). 
В ходе ревизии, проведённой в 2014 и 2017 годах датским колеоптерологом Адамом Брунком (Adam J. Brunke; Biosystematics, Natural History Museum of Denmark, University of Copenhagen,  Копенгаген, Дания) было описано около четырёх десятков новых для науки видов, что увеличило состав рода почти вдвое.
- Bolitogyrus apicofasciatus Brunke, 2014
- Bolitogyrus ashei Brunke, 2014
- Bolitogyrus bechyneorum (Scheerpeltz, 1974)
- Bolitogyrus borneensis (Cameron, 1942)
- Bolitogyrus brevistellus Brunke, 2014
- Bolitogyrus bufo Brunke, 2014
- Bolitogyrus bullatus (Sharp, 1884)
- Bolitogyrus buphthalmus (Erichson, 1840)
- Bolitogyrus caesareus (Bernhauer, 1915)
- Bolitogyrus carnifex (Fauvel, 1878)
- Bolitogyrus cheungi Brunke, 2014
- Bolitogyrus cornutus Brunke, 2014
- Bolitogyrus costaricensis (Wendeler, 1927)
- Bolitogyrus cyanescens (Sharp, 1884)
- Bolitogyrus cyanipennis (Zheng, 1988)
- Bolitogyrus divisus Brunke, 2014
- Bolitogyrus doesburgi (Scheerpeltz, 1974)
- Bolitogyrus electus Smetana & Zheng, 2001
- Bolitogyrus elegans (Cameron, 1937)
- Bolitogyrus elegantulus Yuan, Zhao, L. Li & Hayashi, 2007
- Bolitogyrus erythrurus (Kraatz, 1858)
- Bolitogyrus falini Brunke, 2014
- Bolitogyrus flavus Yuan, Zhao, L. Li & Hayashi, 2007
- Bolitogyrus fukienensis (Scheerpeltz, 1974)
- Bolitogyrus fulgidus (Sharp, 1884)
- Bolitogyrus gracilis Brunke, 2014
- Bolitogyrus inexspectatus Brunke, 2014
- Bolitogyrus kitawakii Smetana & Zheng, 2000
- Bolitogyrus lasti Rougemont, 2001
- Bolitogyrus longistellus Brunke, 2014
- Bolitogyrus marquezi Brunke, 2014
- Bolitogyrus nevermanni (Scheerpeltz, 1974)
- Bolitogyrus newtoni Brunke, 2014
- Bolitogyrus nigerrimus Yuan, Zhao, L. Li & Hayashi, 2007
- Bolitogyrus nigropolitus Smetana, 2000
- Bolitogyrus octomaculata (Cameron, 1937)
- Bolitogyrus pictus Smetana & Zheng, 2000
- Bolitogyrus proximus (Cameron, 1942)
- Bolitogyrus pseudotortifolius Brunke, 2014
- Bolitogyrus pulchrus Brunke, 2014
- Bolitogyrus rufipennis (Cameron, 1937)
- Bolitogyrus rufomaculatus (Shibata Y., 1979)
- Bolitogyrus salvini (Sharp, 1884)
- Bolitogyrus signatus (Cameron, 1932)
- Bolitogyrus silex Brunke, 2014
- Bolitogyrus strigifrons (Wendeler, 1928)
- Bolitogyrus taiwanensis (Hayashi, 1991)
- Bolitogyrus thomasi Brunke, 2014
- Bolitogyrus tortifolius Brunke, 2014
- Bolitogyrus vietnamensis (Scheerpeltz, 1974)
- Bolitogyrus viridescens Brunke, 2014
- Bolitogyrus vulneratus (Fauvel, 1878)
- Другие виды[2]: Bolitogyrus concavus Brunke, 2017; Bolitogyrus confusus Brunke, 2017; Bolitogyrus himalayicus  Brunke, 2017; Bolitogyrus khasiensis Brunke, 2017; Bolitogyrus  luteus Brunke, 2017; Bolitogyrus  mulayitensis  Brunke, 2017; Bolitogyrus nanus Brunke, 2017; Bolitogyrus nokrek  Brunke, 2017; Bolitogyrus pecki Brunke, 2017; Bolitogyrus pederseni Brunke, 2017; Bolitogyrus phukhieo  Brunke, 2017; Bolitogyrus rougemonti  Brunke, 2017; Bolitogyrus sepilok  Brunke, 2017; Bolitogyrus schillhammeri Brunke, 2017; Bolitogyrus smetanai Brunke, 2017; Bolitogyrus solodovnikovi Brunke, 2017; Bolitogyrus temburong  Brunke, 2017; Bolitogyrus tigris Brunke, 2017; B. tumidus Brunke, 2017